# Numana
Numana è un comune italiano di 3 760 abitanti della provincia di Ancona nelle Marche, situato nella Riviera del Conero.
Denominato anche "Humana" nelle antiche carte geografiche, con il Regio Decreto n. 5426 del 18 dicembre 1869 ha variato il nome precedente di "Umana" in quello attuale.

## Geografia fisica

### Territorio

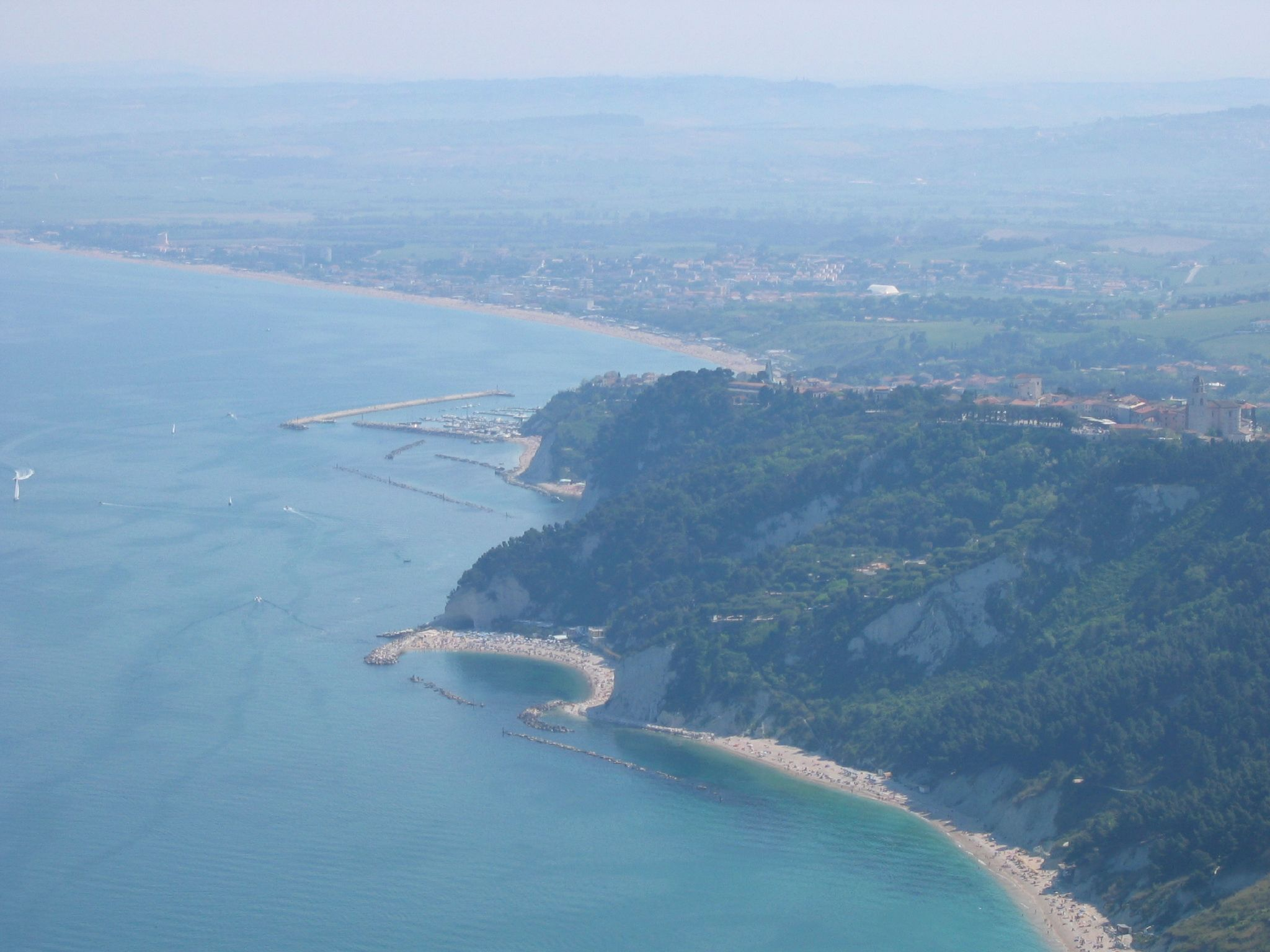
Panorama sulla falesia su cui si estendono Numana e Sirolo

Numana è una cittadina costiera dell'Adriatico centrale, che sorge alle pendici meridionali del monte Conero. Il territorio di Numana contiene il 16% del parco regionale del Conero.
Il centro storico si trova sulla parte denominata Numana alta, in quanto è alla sommità di una falesia a picco sul mare e si può definire quasi in continuità con l'abitato di Sirolo, mentre Numana bassa include la sottostante zona del porto turistico.
La spiaggia a nord, raggiungibile dal porto o da Numana alta comprende due baie formatesi a ridosso della falesia: la Spiaggiola e la Spiaggia dei frati, mentre la spiaggia di Numana bassa si estende a sud del porto fino alla frazione di Marcelli.
La parte interna del territorio numanese è prevalentemente collinare. Qui si trova anche l'altra frazione di Numana chiamata gli Svarchi. Nella parte meridionale del comune di Numana, che corrisponde ai confini meridionali del parco regionale del Conero, si trova la foce del fiume Musone, un'area umida di notevole valenza ambientale e naturalistica.

## Storia
I primi abitanti di questa zona dell'Adriatico furono i Piceni, come testimoniano i ricchi reperti archeologici trovati nelle necropoli.
I Siculi, citati da Plinio il Vecchio (Naturalis historia, III, 111) come fondatori di Numana, devono intendersi come l'antica popolazione preistorica, che prima di stabilirsi in Sicilia viveva lungo la penisola italiana. La città diventò presto un emporio greco tra i più importanti dell'Adriatico, che ebbe i suoi momenti di splendore nel VI e V secolo a.C., ossia prima della fondazione della colonia di Ankón (attuale Ancona) da parte dei greci siracusani.
Numana passò sotto il controllo romano in un anno imprecisato, ma comunque dopo la battaglia di Sentino (oggi Sassoferrato) nel 295 a.C..
Durante il regno di Augusto la cittadina era compresa all'interno della Regio V Picenum (citata fra l'altro da Plinio il Giovane), a cui apparteneva l'attuale costa meridionale marchigiana e la parte settentrionale della provincia di Teramo. Con la caduta dell'Impero romano d'Occidente Numana divenne un possedimento dei Longobardi, i quali occuparono anche alcune città costiere marchigiane e romagnole più note come pentapoli; tali località, funestate dalle guerre e distrutte dai terremoti vennero infine restituite al Papa dal re franco Carlo Magno, che, secondo la tradizione, ivi lasciò il Crocifisso Miracoloso, simulacro proveniente dalla Terra santa.
Passata sotto il controllo pontificio, la città venne designata come diocesi e centro culturale del Medioevo, durante il quale diventò uno dei Castelli di Ancona. Parzialmente distrutta dai terremoti e dimenticata nei secoli successivi, la cittadina venne annessa al Regno d'Italia nel 1860, a seguito della battaglia di Castelfidardo, che aveva inoltre stabilito il passaggio dell'Umbria e delle Marche sotto il controllo del neo-stato guidato dai Savoia. Residenza estiva dei vescovi di Ancona e di nobili famiglie romane sin dalla fine dell'Ottocento, Numana fu, insieme ad Ancona, sede della diocesi di Ancona e Numana, diventata successivamente arcidiocesi di Ancona-Osimo. In un primo tempo fu unita a Sirolo, ma divenne comune autonomo nel 1928; a partire dagli anni settanta grazie alla costruzione del porto turistico, Numana è una località turistica affermata, insignita dal 2000 con la Bandiera Blu della FEE.

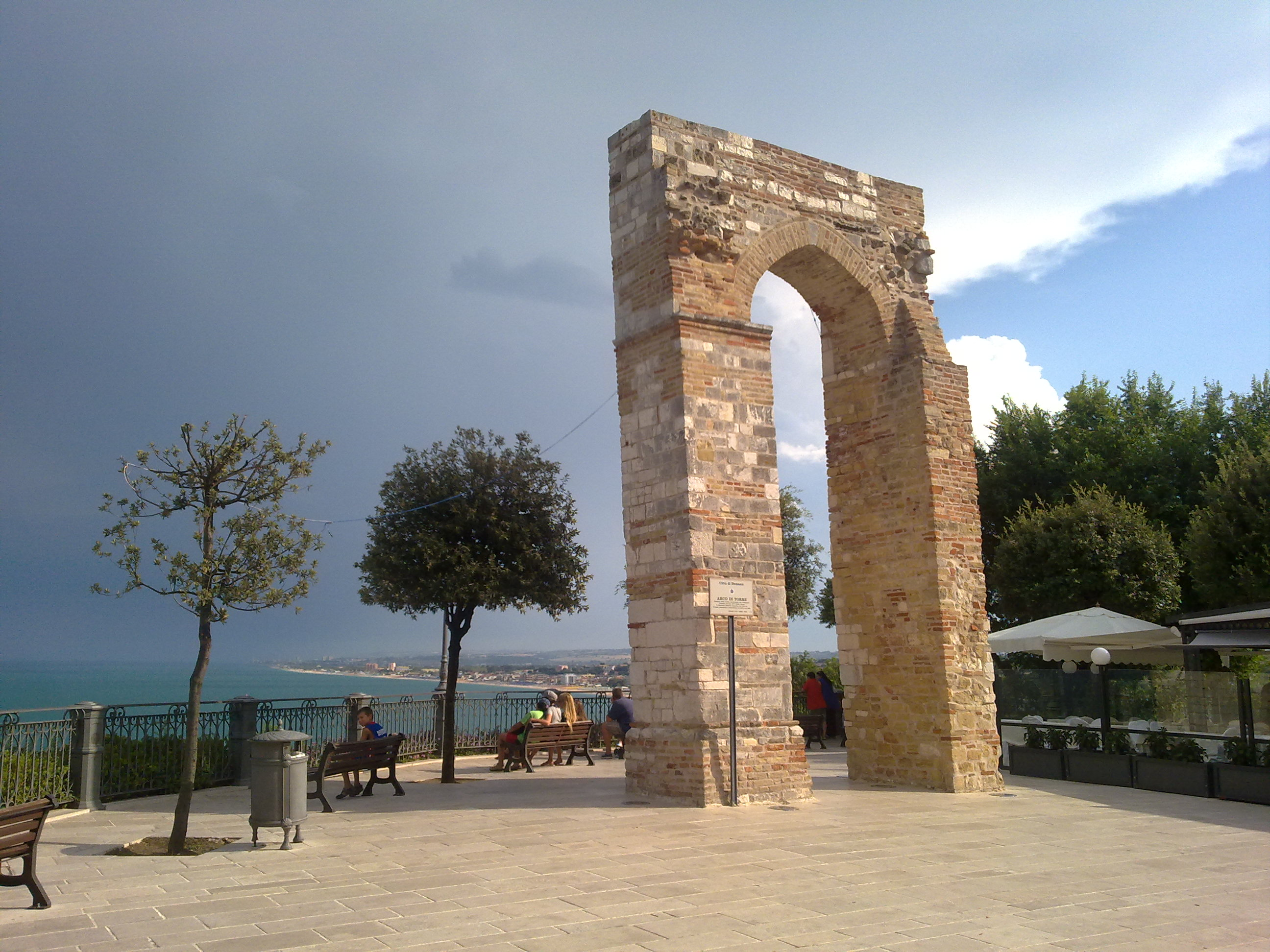
I resti dell'arco della torre romana.

## Monumenti e luoghi d'interesse

### Antiquarium statale
A Numana ha sede un noto antiquarium statale, dove sono esposti i corredi delle tombe picene e greco-romane. L’Antiquarium si sviluppa su tre livelli: al piano terra vi è la biglietteria, al primo piano e al secondo le sale espositive in ordine cronologico. Sono esposti reperti dell'area dell’antica Numana e della zona del Conero a sud di Ancona, dalla preistoria fino all'età romana. Si tratta perlopiù di corredi dell'età del Ferro e della civiltà picena (IX-III sec. a.C.) con una campionatura di vasi ed oggetti rappresentativi rinvenuti negli scavi delle necropoli e degli abitati. Tra i reperti, si segnalano i due carri, biga e calesse, e una selezione di oggetti del corredo funebre della cosiddetta tomba della Regina, risalente alla fine del VI sec. a.C.

### Santuario del Crocifisso
La chiesa moderna fu costruita nel 1968 dopo la demolizione dell'edificio cinquecentesco precedente, attribuito a Pellegrino Tibaldi, salvando del vecchio tempio solo parte degli affreschi della volta, opera del pittore Andrea Lilli. Completamente diversa dalla seicentesca chiesa di San Giovanni Battista, la moderna chiesa ha una base ottagonale con un campanile a punta e l'ingresso principale è situato dinnanzi al palazzo dei Vescovi, sede del comune di Numana.
Custodisce un antico crocifisso in legno di cedro, che la tradizione religiosa ritiene miracoloso. Il crocifisso è stato recentemente restaurato e riportato allo stato originale. Il Cristo è raffigurato alla maniera orientale, non sofferente, ma trionfante, con corona, occhi aperti e volto sereno, senza barba.  Secondo la tradizione venne trasportato dalla Terra Santa in Europa dall'imperatore franco Carlo Magno come dono per papa Leone III; tuttavia, a causa di una tempesta, la nave dell'imperatore fu costretta a fermarsi nella cittadina dove abbandonò il simulacro. Il crocifisso venne custodito in una chiesa di Numana alta, ma venne perso di nuovo a causa solo di un terremoto e maremoto che fece franare parte della falesia su cui si estendeva gran parte del borgo antico. Fu ritrovato in mare dai pescatori e portato nel santuario di San Giovanni. Nel 1500, a causa della decadenza di Numana, e per la floridezza del vicino castello di Sirolo dove i pellegrini che andavano ad onorare il sacro legno trovavano ospitalità, il crocifisso fu chiamato erroneamente "di Sirolo". Medaglie settecentesche mostrano il crocifisso, detto "croce di Sirolo", con barba posticcia e una lunga veste preziosa ornata di ex voto, come la Madonna di Loreto. Da qui il detto popolare, una volta molto comune nelle Marche: "Chi va a Loreto e non va a Sirolo / vede la madre e non il figliuolo". Infatti a Loreto, a pochi chilometri da Numana, si trova la casa di Maria, secondo la leggenda trasportata in volo da Nazaret dagli Angeli dalla Palestina ad un colle antistante il mare Adriatico, dove poi sorse il grande santuario in cui la santa casa è venerata, e, attorno ad esso, la cittadina di Loreto.

### Palazzo dei Vescovi
Sito nella piazza del paese, di fronte al santuario del Crocifisso, l'edificio appartenne a nobili famiglie romane e fu poi acquistato dai vescovi di Ancona nel Settecento come residenza estiva. Oggi, dopo aver ospitato una fabbrica di fisarmoniche,  è la sede del comune e ospita eventi e mostre temporanee.

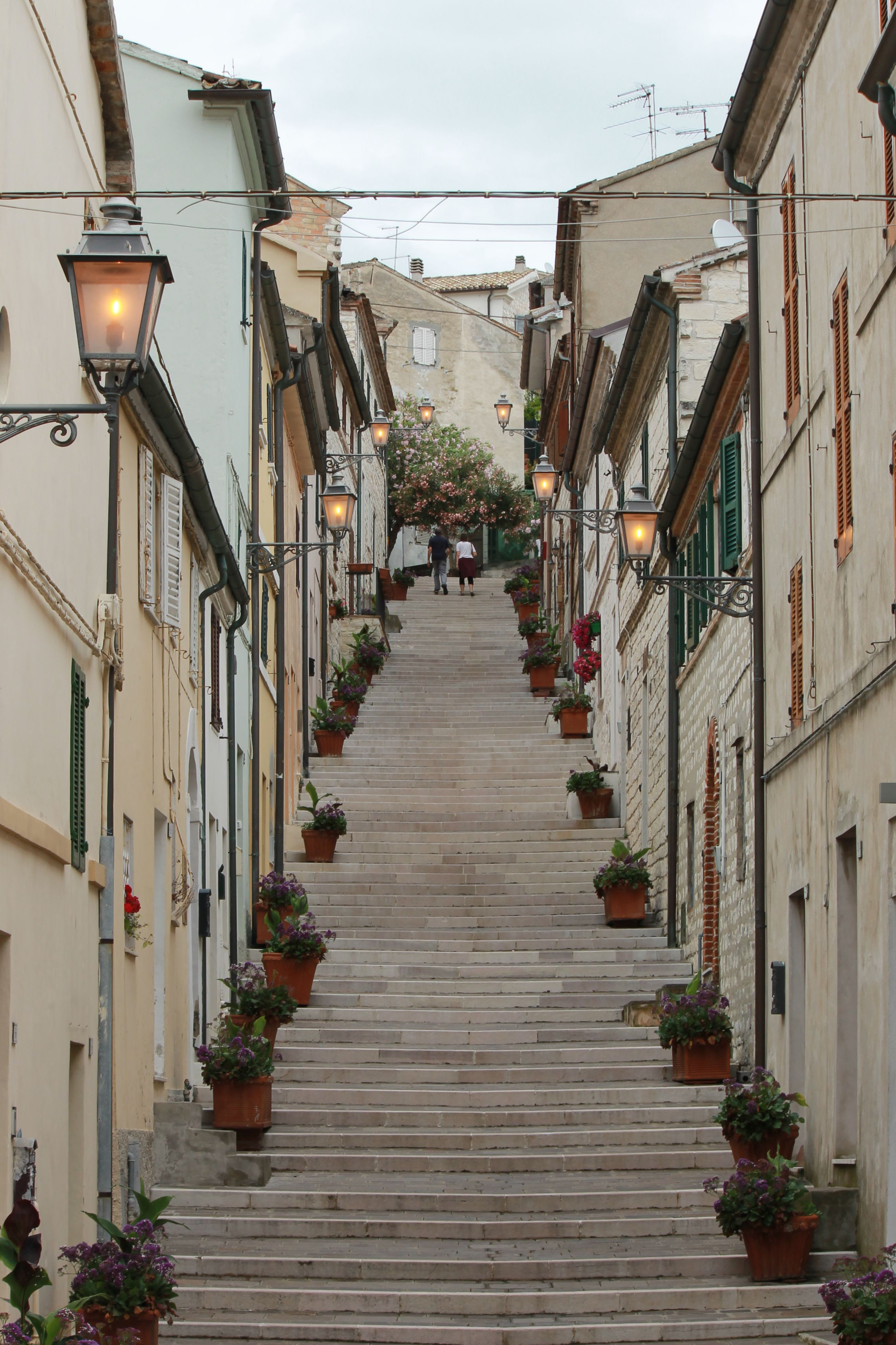
La Costarella, scalinata tipica di Numana

### Arco di torre e acquedotto
Entrambi testimonianze della dominazione romana, sono situati a poca distanza l'uno dall'altro. L'acquedotto partiva dal Conero, era sotterraneo e venne abbellito nella parte terminale presso la piazza principale da una fontana ornata di stemmi di epoca posteriore;  ha fornito acqua alla cittadina fino a qualche decennio fa.
L'arco, detto popolarmente "la Torre", si trova nella piazza del Belvedere, o Pincio, sulla cima del promontorio che domina il porto, costruito negli anni '70. È ciò che rimane del campanile di una chiesa medioevale scomparsa: una vera e propria torre di avvistamento, parzialmente crollata in seguito al terremoto del 1930. Era usato in origine come avamposto per prevenire gli attacchi dei pirati dal mare Adriatico.

### La Costarella
La Costarella è una delle vie più tipiche di Numana, che collega la parte alta con la bassa. D'estate è adornata di fiori e vi si possono svolgere mostre.  Attualmente ricoperta di scalini, era fino ai primi anni del secolo scorso, una salita sterrata senza pavimentazione. Sino a poco tempo fa le abitazioni erano prevalentemente dei pescatori che quotidianamente percorrevano questa via per scendere al porto o per salire a vedere le condizioni del mare prima di partire. Le case antistanti sono costruite con la tipica pietra bianca del Conero.

## Società

### Evoluzione demografica
Abitanti censiti

### Etnie e minoranze straniere
Secondo i dati ISTAT al 31 dicembre 2009 la popolazione straniera era di 386 persone. Le nazionalità maggiormente rappresentate in base alla loro percentuale sul totale della popolazione residente erano:
- Romania 93 2,38%
- Macedonia del Nord 47 1,20%

### Lingue e dialetti
Attualmente a Numana è parlato il dialetto anconetano, ma fino agli anni '70 del 1900 era presente una parlata diversa, di ceppo gallo-italico, insieme al comune di Sirolo, in cui cadevano tutte le vocali finali diverse da -a. Dopo ciò le generazioni successive, per via della vicinanza con il capoluogo marchigiano, hanno ignorato l'idioma originario con quello di Ancona, facendo si che scomparisse del tutto.

## Geografia antropica

### Frazioni

#### Marcelli

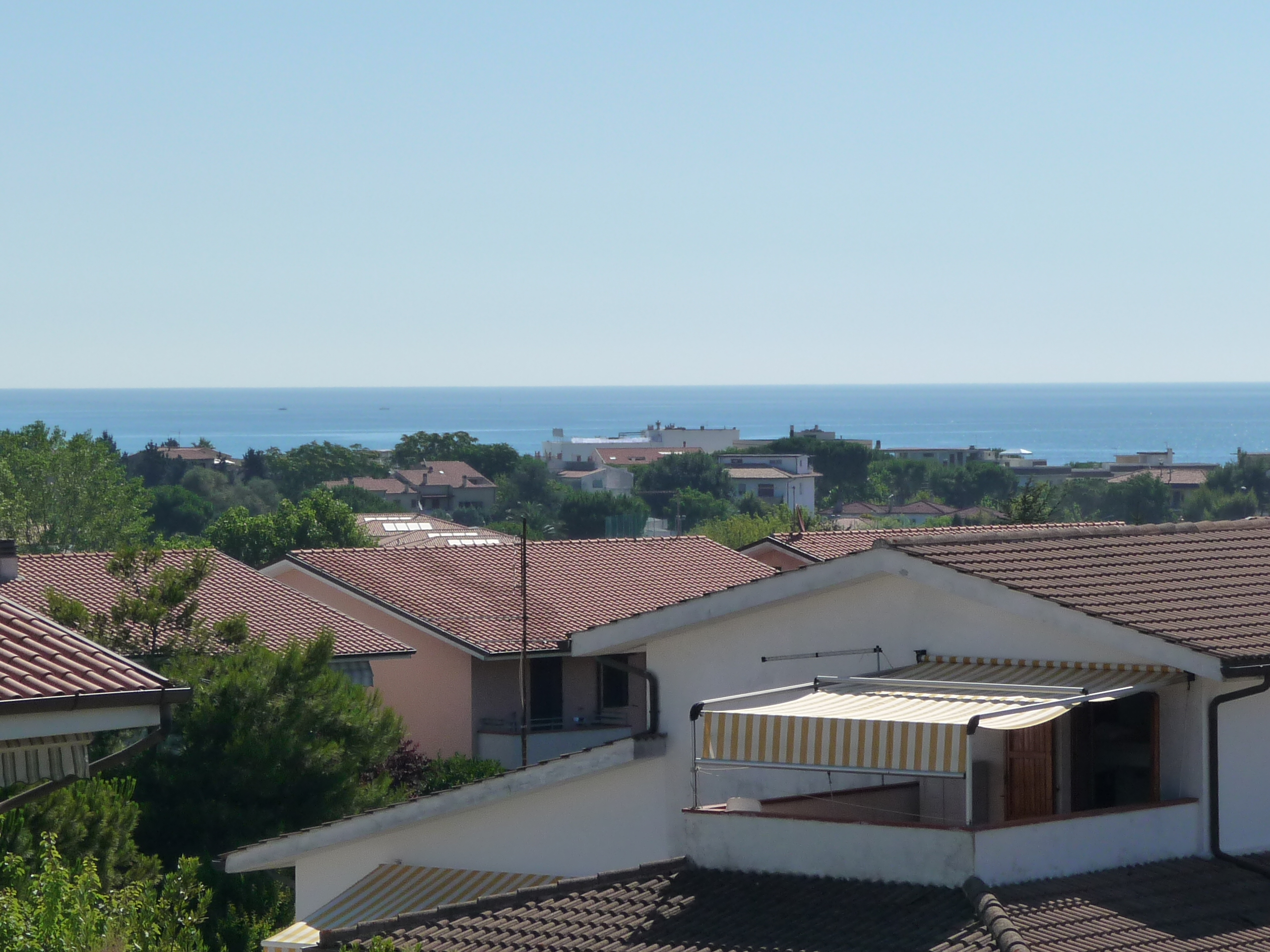
Veduta di Marcelli

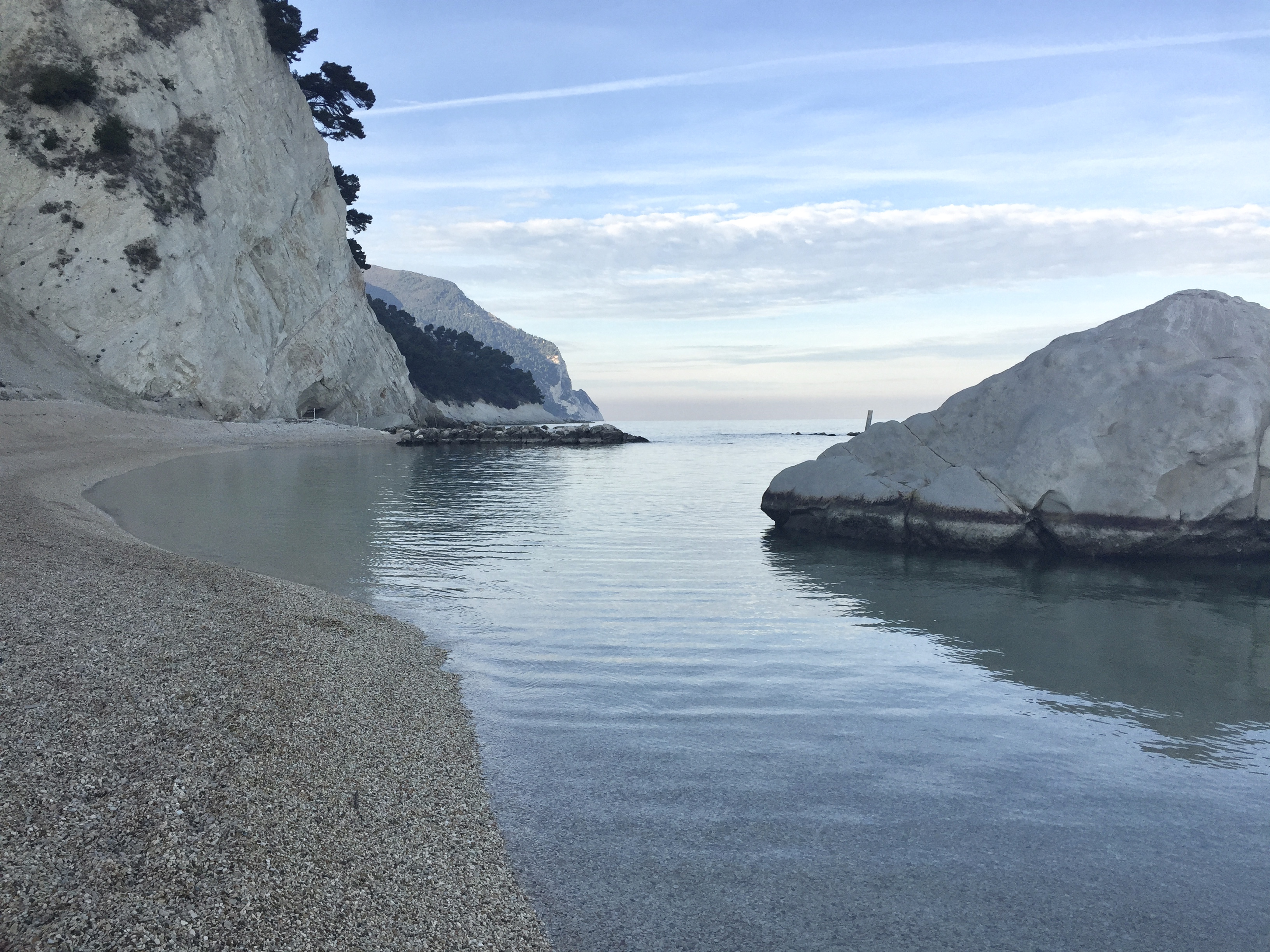
Spiaggia di Numana

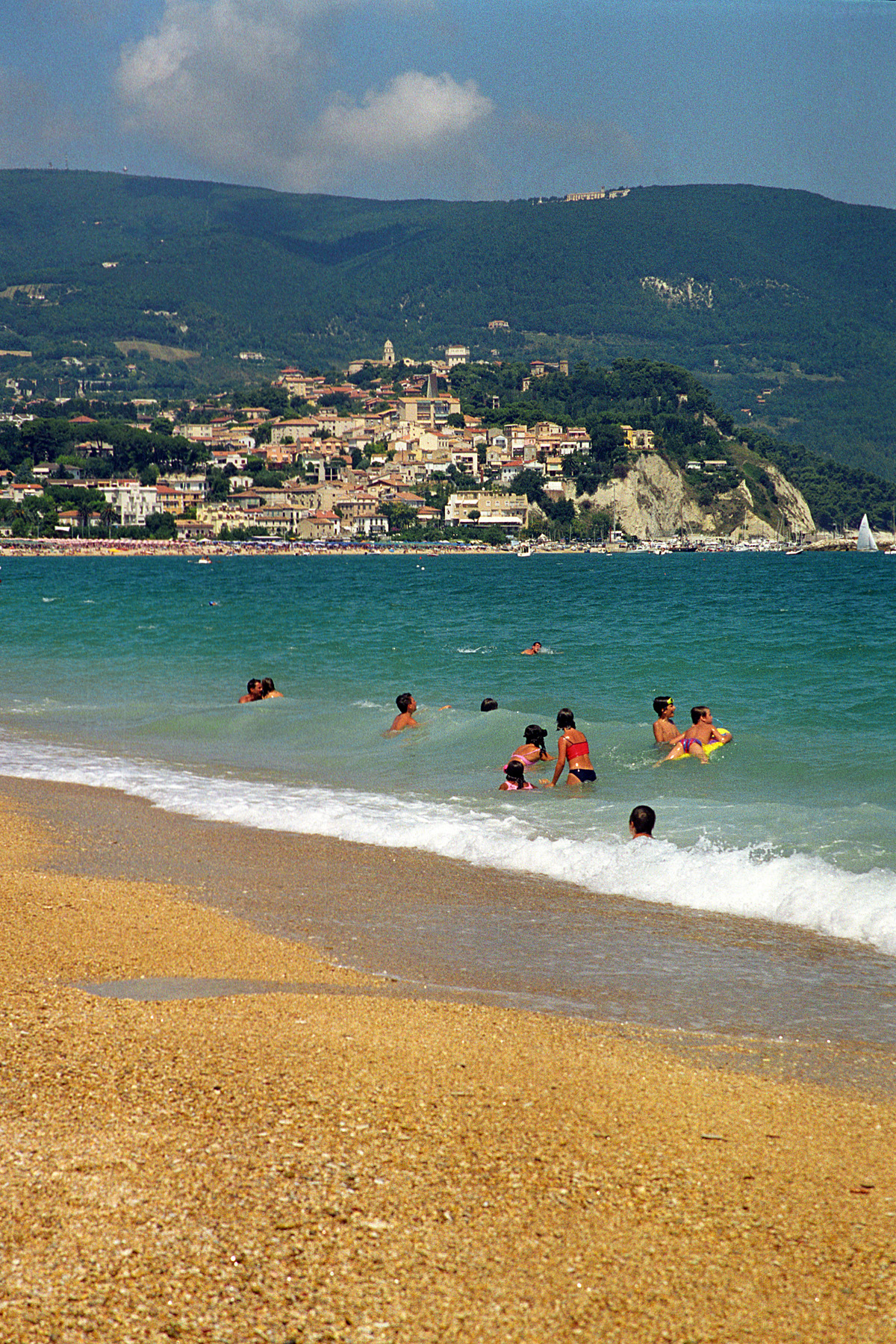
Monte Conero visto dalla spiaggia di Marcelli

È la località più meridionale della Riviera del Cònero; si sviluppò negli anni settanta del Novecento come località turistica di seconde case da vacanza, attorno ad un precedente piccolo nucleo di pochi edifici che prendeva nome dall'omonima famiglia. Situata a 4 km dal centro e dal porto di Numana, Marcelli sorge ove un tempo si estendeva una duna costiera e la retrostante zona umida, bonificata dai signori di Numana; l'espansione più recente ha interessato la collina retrostante e il litorale che giunge quasi sino alla foce del fiume Musone, limite meridionale e del Parco del Conero. A Marcelli sono situati numerosi stabilimenti balneari, campeggi e residenze turistiche. La spiaggia, ghiaiosa, è di costa bassa e non alta e rocciosa come le altre della Riviera del Conero; la vicinanza del promontorio fa però sì che la profondità del mare sia alta anche a pochi metri dalla riva.

#### Taunus
Il Villaggio Taunus, o semplicemente il Taunus, è situato sulla collina di Montefreddo, a ovest rispetto al centro di Numana. Si tratta di un villaggio turistico la cui costruzione iniziò nel 1961 e proseguì intensa soprattutto negli anni settanta; si distingue perché è costruito in base ad un progetto urbanistico ed architettonico unitario, al contrario delle altre località del comune di Numana e in genere della costa marchigiana. È opera dell'architetto Guido Gavani, che ne ha anche seguito la realizzazione in fasi successive, sino agli anni novanta del Novecento. È costituito da villette ad uno o due piani e circondate da giardini. Il nome singolare della località deriva dalla bassa catena montuosa del Taunus, in Germania, in quanto l'ideatore e costruttore del centro, Hans Walter Neumann, era un imprenditore tedesco originario di Francoforte sul Meno che era solito passare le vacanze a Numana e che scelse il nome del villaggio dopo aver notato la somiglianza della collina di Montefreddo con le colline tedesche del Taunus.

#### Svarchi
È la località turistica più recente del territorio comunale di Numana: il suo sviluppo cominciò alla fine degli anni ottanta del Novecento attorno ad una piccola frazione agricola. Gli Svarchi sono situati su una collina a un paio di chilometri a sud ovest da Numana alta, al confine col comune di Sirolo. La posizione è panoramica: si domina un largo tratto di campagna e si scorgono alcuni importanti centri collinari come Osimo, Castelfidardo, Loreto, Recanati e Cingoli; nelle giornate più terse lo sguardo si estende sino ai Monti Sibillini.

## Infrastrutture e trasporti

### Strade
Il centro è collegato con i comuni limitrofi attraverso le seguenti strade provinciali:
- Strada Provinciale 1 Del Conero: Numana - Sirolo - Ancona
- Strada Provinciale 23 Degli Svarchi: Numana - Castelfidardo
- Strada Provinciale 100 Portorecanatese: Numana - Porto Recanati

### Mobilità urbana
Con i mezzi pubblici è raggiungibile con una linea extraurbana che partendo da Ancona in piazza Cavour e con fermate alla stazione centrale di Ancona e Ancona Varano, raggiunge la riviera del Conero passando per Camerano, Sirolo, Numana e Marcelli e viceversa.

### Porti

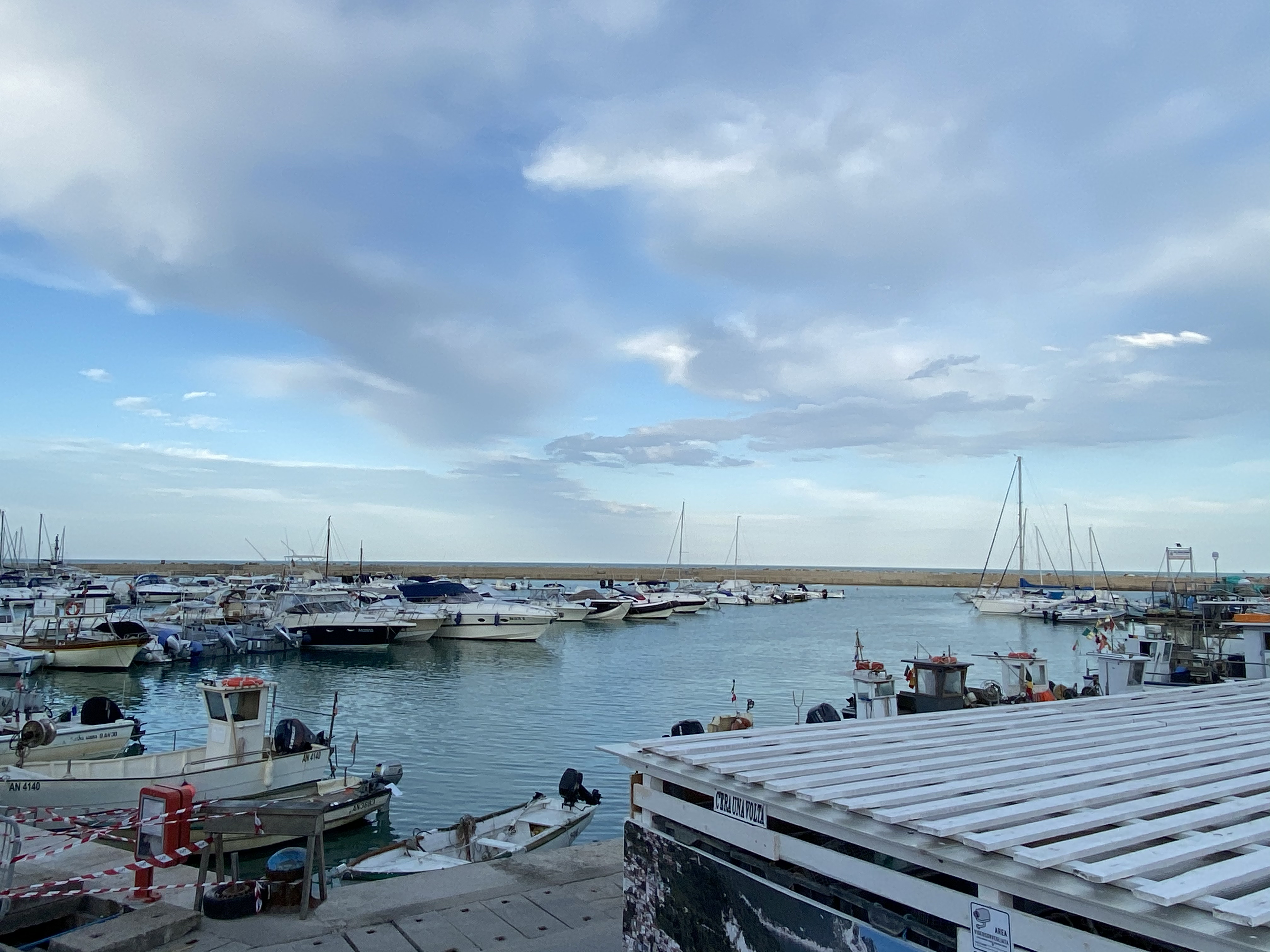
Il porto turistico di Numana

Il centro è servito da un porto turistico.

## Amministrazione
| Periodo        | Periodo        | Primo cittadino     | Partito                                         | Carica  | Note   |
| -------------- | -------------- | ------------------- | ----------------------------------------------- | ------- | ------ |
| 25 aprile 1995 | 12 giugno 1999 | Gianni Spinsante    | Lista civica di centro-sinistra                 | Sindaco | [ 13 ] |
| 13 giugno 1999 | 12 giugno 2004 | Giancarlo Balducci  | Lista civica                                    | Sindaco | [ 14 ] |
| 13 giugno 2004 | 7 giugno 2009  | Mirko Bilò          | Lista civica                                    | Sindaco | [ 15 ] |
| 8 giugno 2009  | 25 maggio 2014 | Marzio Carletti     | Insieme per cambiare (Centro-sinistra)          | Sindaco | [ 16 ] |
| 26 maggio 2014 | 27 maggio 2019 | Gianluigi Tombolini | Con i numanesi c'è futuro                       | Sindaco | [ 17 ] |
| 27 maggio 2019 | 9 giugno 2024  | Gianluigi Tombolini | C'è più futuro (centro-destra)                  | Sindaco | [ 18 ] |
| 10 giugno 2024 | in carica      | Gianluigi Tombolini | Con i numanesi il futuro è oggi (centro-destra) | Sindaco | [ 19 ] |

### Gemellaggi
- Ostra Vetere
- Bussolengo

## Sport

### Calcio
La squadra locale, dai colori arancione e nero, è l'Atletico Conero che disputa il campionato di Terza Categoria.

### Calcio a 5
La squadra di calcio a 5 è il Calcetto Numana, che disputa il campionato di Serie D.

### Ciclismo
Il Giro d'Italia 2002 è passato a Numana per la 14ª tappa, ossia una cronometro di circa 30 km.
| Edizione | Tappa | Percorso                     | km   | Vincitore di tappa |
| -------- | ----- | ---------------------------- | ---- | ------------------ |
| 2002     | 14ª   | Numana > Numana (cronometro) | 30,0 | Tyler Hamilton     |

Nel 2018, Numana ha ospitato la partenza della 6ª tappa della Tirreno-Adriatico, con arrivo a Fano.
| Edizione | Tappa | Percorso      | km    | Vincitore di tappa |
| -------- | ----- | ------------- | ----- | ------------------ |
| 2018     | 6ª    | Numana > Fano | 153,0 | Marcel Kittel      |

### Vela
A Numana si svolge la manifestazione velistica "Numana in vela".